# Bissagoské ostrovy
Bissagoské ostrovy nebo také Bijagós či Bissagos je souostroví v Atlantském oceánu u západního pobřeží Afriky, které náleží republice Guinea-Bissau. Patří k administrativnímu regionu Bolama, který je tvořen čtyřmi sektory. Největším městem je Bolama. Souostroví se rozprostírá do vzdálenosti 120 kilometrů od pevninské Afriky, v délce 130 km, necelých 2 800 km od nejbližšího bodu pobřeží Brazílie.
Archipelag je tvořen 88 ostrovy, ležícími v ústí řek Geba a Buba, má celkovou rozlohu pevniny 2614 km². Je rovinatý, porostlý bujnou vegetací, pobřeží tvoří písečné pláže a mangrovy, pěstuje se převážně rýže setá a palma olejná, významný je rybolov. Největšími ostrovy jsou Formosa (140 km²), Caravela (126 km²), Orango (122 km²), Canhabaque (111 km²), Orangozinho (107 km²), Uno (104 km²), Bolama (98 km²), Carache (80 km²) a Bubaque (75 km²), který je zároveň nejobydlenější (cca 10 000 obyvatel) a kde se nachází administrativní centrum souostroví a letiště.
Obydlených je 23 ostrovů, celkově na nich žije okolo třiceti tisíc obyvatel. Většinu z nich tvoří domorodí Bidžogové, známí svým tradičním způsobem života, k němuž patří matriarchát, kult boha Nindo, iniciační slavnosti fanado, stavba velkých lodí zvaných almadias a vyspělé umění dřevořezby. V letech 1930–1931 studoval místní způsob života rakouský etnograf Hugo Bernatzik. Demograficky je místní populace velmi mladá s vysokou porodností a s nízkou naději dožití, i měřeno africkými standardy.
Portugalci budovali na ostrovech od počátku 16. století opěrné body využívané především k obchodu s otroky. Kvůli odporu původních obyvatel, kteří svým loďstvem Portugalcům v roce 1535 uštědřili drtivou porážku a nehodlali se smířit s kolonizací, je však souostroví Portugalci oficiálně anektováno až v roce 1936, v roce 1974 se Bijagós stalo součástí nezávislé Guiney-Bissau. Ačkoliv je souostroví dopravně obsluhováno, především charterovými plavbami ze Senegalu, nedostatečná infrastruktura je příčinou slabě rozvinutého turismu. Labyrint odlehlých a obtížně kontrolovatelných ostrovů od roku 2000 často využívají jako překladiště pašeráci kokainu.
V roce 1996 byly ostrovy vyhlášeny biosférickou rezervací UNESCO. Žije zde hroch obojživelný, kapustňák senegalský, krokodýli a mořské želvy. Od roku 2025 je část souostroví a obklopující vodní plochy zároveň světovým přírodním dědictví UNESCO pod názvem položky "Pobřežní a mořské ekosystémy Bissagoských ostrovů – Omatí Minhô". Souostroví a okolní vody jsou místem bohaté biodiverzity, včetně ohrožených karet zelenavých a kožatek, kapustňáků, delfínů a více než 870 000 stěhovavých pobřežních ptáků. Nachází se zde mangrovy, bahnité plochy a přílivové zóny, které jsou životně důležité pro mořský život a ve kterých se vyskytují vzácné druhy rostlin, rozmanité populace ryb a ptačí kolonie. Ostrov Poilão je celosvětově významným hnízdištěm želv.